# Serbia revolucionaria
Serbia revolucionaria (en serbio: Устаничка Србија / Ustanička Srbija), o la Serbia de Karađorđe (en serbio: Карађорђева Србија / Karađorđeva Srbija), se refiere al estado establecido por los revolucionarios serbios en la Serbia otomana (Sanjacado de Smederevo) después del inicio del Primer Levantamiento Serbio contra el Imperio Otomano en 1804. La Sublime Puerta reconoció oficialmente al estado como autónomo por primera vez en enero de 1807, sin embargo, los revolucionarios serbios rechazaron el tratado y continuaron luchando contra los otomanos hasta 1813. Aunque el primer levantamiento fue aplastado, fue seguido por el Segundo Levantamiento Serbio en 1815, que resultó en la creación del Principado de Serbia, ya que obtuvo una semiindependencia del Imperio Otomano en 1817.

## Historia política

### Memorándum de Stratimirović
- Memorando de Stratimirović (1804)[1]

#### La paz de Ičko
Entre julio y octubre de 1806 Petar Ičko, un dragomán (traductor-diplomático) otomano y representante de los rebeldes serbios, negoció un tratado de paz conocido en historiografía como "La paz de Ičko". Ičko había sido enviado a Constantinopla dos veces en la segunda mitad de 1806 para negociar la paz. Los otomanos parecían dispuestos a conceder autonomía a Serbia tras las victorias rebeldes de 1805 y 1806, presionados también por el Imperio ruso, que había tomado Moldavia y Valaquia ; acordaron una especie de autonomía y una estipulación más clara de impuestos en enero de 1807, cuando los rebeldes ya habían tomado Belgrado. Los rebeldes rechazaron el tratado y buscaron ayuda rusa para su independencia, mientras que los otomanos habían declarado la guerra a Rusia en diciembre de 1806. El 10 de junio de 1807 se firmó un tratado de alianza ruso-serbio.

#### Alianza ruso-serbia
El 10 de julio de 1807, los rebeldes serbios bajo el mando deKarađorđe firmaron una alianza con el Imperio ruso durante el Primer Levantamiento Serbio . Después de que el Imperio Otomano se aliara con la Francia de Napoleón a finales de 1806 y posteriormente estuviera en guerra con Rusia y Gran Bretaña, trató de satisfacer las demandas de los rebeldes serbios. Al mismo tiempo, los rusos ofrecieron ayuda y cooperación a los serbios. Los serbios eligieron la alianza con los rusos en lugar de la autonomía bajo los otomanos (según lo establecido por la "Paz de Ičko"). Karađorđe recibiría armas y misiones militares y médicas, lo que resultó ser un punto de inflexión en la Revolución Serbia.

#### Proclamaciones
- Una proclamación (eslavonico-serbio: Проглашенie) que pide la unidad de los serbios, fechada el 21 de febrero de 1809.[2]
- Proclama de 15 puntos, de 16 de agosto de 1809.[3]

## Gobierno

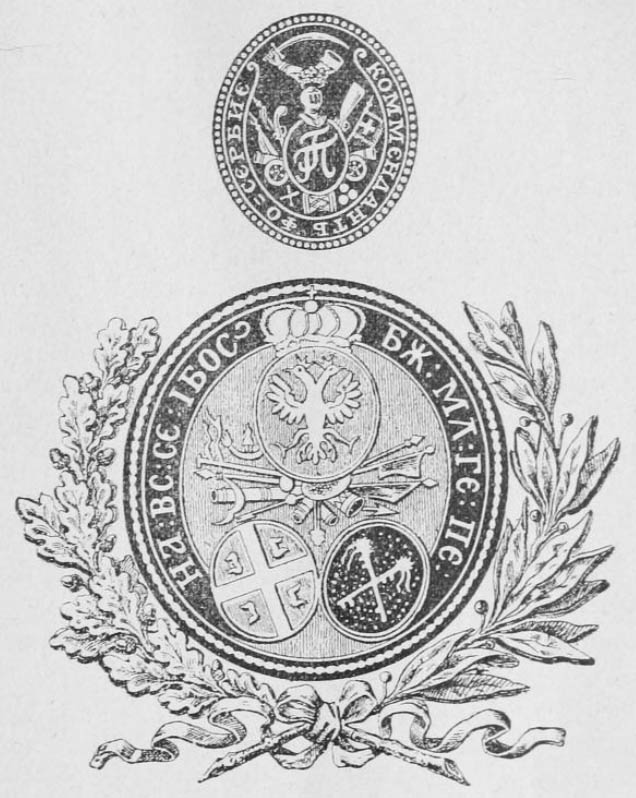
Sellos del Gran Vožd

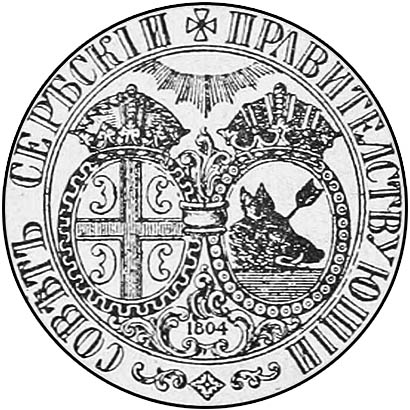
Sello del Consejo Rector

El gobierno se dividió entre Grand Vožd Karađorđe, la Narodna Skupština (Asamblea del Pueblo) y el Praviteljstvujušči Sovjet (Consejo de Gobierno), establecido en 1805.

### Consejo de Gobierno
El Consejo de Gobierno fue creado por recomendación del ministro ruso de Asuntos Exteriores, Czartoryski, y a propuesta de algunos de los voivodas (Jakov y Matija Nenadović, Milan Obrenović, Sima Marković).  La idea de Boža Grujović, el primer secretario, y Matija Nenadović, el primer presidente, era que el consejo se convirtiera en el gobierno del nuevo estado serbio. Tenía que organizar y supervisar la administración, la economía, el abastecimiento del ejército, el orden y la paz, el poder judicial y la política exterior.
| Fecha             | Miembros |
| ----------------- | --- |
| Agosto de 1805    | Mladen Milovanović, Avram Lukić, Jovan Protić, Pavle Popović, Velisav Stanojlović, Janko Đurđević, Đurica Stočić, Milisav Ilijić, Ilija Marković, Vasilije Radojičić (Popović, Jović), Milutin Vasić, Jevto Savić-Čotrić, Dositej Obradović y Petar Novaković Čardaklija |
| Fines de 1805     | El arcipreste Matija Nenadović (presidente) y los miembros Jakov Nenadović, Janko Katić, Milenko Stojković, Luka Lazarević y Milan Obrenović. |
| Noviembre de 1810 | Jakov Nenadović (presidente) y los miembros Pavle Popović, Velisav Perić, Vasilije Jović (Radojičić), Janko Đurđević, Dositej Obradović, Ilija Marković y los secretarios Stevan Filipović y Mihailo Grujović.                                                           |

### Ministerios
En 1811 se reorganizó el sistema de gobierno y se formaron ministerios (popečiteljstva) en lugar de nahija, representantes.
| Ministerios             | Ministros                                                |
| ----------------------- | -------------------------------------------------------- |
| Presidente              | Karađorđe (n. –1813)                                     |
| Asuntos Internacionales | Milenko Stojković (n. 1811); Miljko Radonić (n. 1811-12) |
| Educación               | Dositej Obradović (n. 1811); Ivan Jugović (n. 1811-12)   |
| Militar                 | Mladen Milovanović (n. 1811-13)                          |
| Asuntos internos        | Jakov Nenadović (n. 1811-13)                             |
| Ley                     | Petar Dobrnjac (n. 1811); Ilija Marković (n. 1811-13)    |
| Finanzas                | Sima Marković (n. 1811-13)                               |
| Secretarias             | Mihailo Grujović (1º) y Stevan Filipović (2º)            |